# Первый стратегический эшелон РККА
Первый стратегический эшелон РККА (1-й стратегический эшелон, 1 СЭ) — стратегическое построение и временное формирование Вооружённых Сил СССР перед началом агрессии войск гитлеровской Германии и их союзников против СССР.
Являлся в Союзных вооружённых силах одним из двух стратегических эшелонов.
Общее руководство личным составом Первого стратегического эшелона РККА осуществлял Народный комиссариат обороны Союза Советских Социалистических Республик.

## История
Первый стратегический эшелон был образован накануне Великой Отечественной войны, из 15 армий РККА приграничных округов.
В соответствии с предвоенными планами Красная Армия была стратегически эшелонирована в глубину . Первый стратегический эшелон, образованный из полевых войск военных округов на западных рубежах СССР, включая 9-ю отдельную армию в Одесском военном округе (ОВО), состоял из 171 дивизии (104 стрелковых, 40 танковых, 20 механизированных и 7 кавалерийских), расположенных вдоль фронта протяжённостью в 4 500 километров от Баренцева до Чёрного моря. В этих полевых войсках 56 дивизий и две бригады принадлежали к первому эшелону армий, прикрывающих военный округ граничащий с соседями, 52 дивизии принадлежали ко второму эшелону, расположенному на 50 — 100 километров дальше в тылу, и 62 находились в резерве военного округа граничащего с соседями, развернутые в 100 — 400 километрах от государственных границ.
1 СЭ состоял из двух оперативных эшелонов. Первый оперативный эшелон состоял из стрелковых войск, которые должны были сдержать возможный удар потенциального агрессора. Второй оперативный эшелон из мехкорпусов, которые должны были перейти в наступление и разгромить войска противника после того, как его остановят стрелковые дивизии.

## Состав

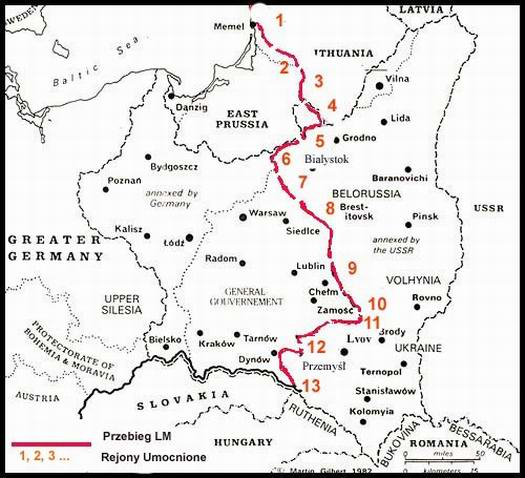
Укрепленные районы Первого стратегического эшелона, (1939 — 1941 годах) на западной границе СССР, так называемая „линия Молотова“, польская схема, под № 1. Тельшяйский. 2. Шяуляйский. 3. Каунасский. 4. Алитусский 5. Гродненский. 6. Осовецкий. 7. Замбрувский. 8. Брестский. 9. Ковельский. 10. Владимир-Волынский. 11. Каменка-Бугский (Каменка Струмиловский). 12. Рава-Русский. 13. Перемышльский.

Состав представлен по состоянию на 22 июня 1941 года. В данный перечень не включена корпусная и армейская артиллерия, артиллерия РГК и войск ПВО страны, авиация и инженерные войска.

### Северный фронт
- 7-я армия
  - 54 сд, 71 сд, 168 сд, 237 сд, 26 УР (Сортавальский).
- 14-я армия
  - 42 ск (104 сд, 122 сд)
  - 14 сд, 52 сд, 1 тд, 23 УР (Мурманский)
- 23-я армия
  - 19 ск (115 сд, 142 сд)
  - 50 ск (43 сд, 70 сд, 123 сд), 27 УР (Каксгольмский), 28 УР (Выборгский)
  - 10 мк (21 тд, 24 тд, 198 мд, 7 мцп)

Силы фронта
- 1 мк (З тд, 163 мд, 5 мцп)
- 177 сд, 191 сд
- 8 сбр, 21 УР, 22 УР (Карельский), 25 УР (Псковский) и 29 УР.

### Северо-Западный фронт
- 8-я армия
  - 10 ск (10 сд, 48 сд, 90 сд)
  - 11 ск (11 сд, 125 сд)
  - 12 мк (23 тд, 28 тд, 202 мд, 10 мцп), 44 УР (Каунасский), 48 УР (Алитусский)
- 11-я армия
  - 16 ск (5 сд, 33 сд, 188 сд)
  - 29 ск (179 сд, 184 сд)
  - 23 сд, 126 сд, 128 сд, 42 УР (Шауляйский), 46 УР (Тельшанский), 45 УР
  - 3 мк (2 тд, 5 тд, 84 мд, 5 мцп)
- 27-я армия
  - 22 ск (180 сд, 182 сд)
  - 24 ск (181 сд, 183 сд)
  - 16 сд, 67 сд
  - 3 сбр

Силы фронта
65 ск (штаб)
- 5 вдк (9 вдбр, 10 вдбр, 201 вдбр), 41 УР (Либавский).

### Западный фронт
- 3-я армия
  - 4 ск (27 сд, 56 сд, 85 сд), 88 УР (Гродненский)
  - 11 мк (29 тд, 33 тд, 204 мд, 16 мцп)
- 4-я армия
  - 28 ск (6 сд, 49 сд, 42 сд, 75 сд)
  - 14 мк (22 тд, 30 тд, 205 мд, 20 мцп), 62 УР (Брест-Литовский).
- 10-я армия
  - 1 ск (2 сд, 8 сд)
  - 5 ск (13 сд, 86 сд, 113 сд)
  - 6 мк (4 тд, 7 тд, 29 мд, 4 мцп)
  - 13 мк (25 тд, 31 тд, 208 мд, 18 мцп)
  - 6 кк (6 кд, 36 кд)
  - 155 сд, 66 УР (Осовецкий)

Силы фронта
- 2 ск (100 сд, 161 сд)
- 21 ск (17 сд, 24 сд, 37 сд)
- 44 ск (64 сд, 108 сд)
- 47 ск (55 сд, 121 сд, 143 сд)
- 50 сд
- 4 вдк (7 вдбр, 8 вдбр, 214 вдбр)
- 17 мк (27 тд, 36 тд, 209 мд, 22 мцп)
- 20 мк (26 тд, 38 тд, 210 мд, 24 мцп)
- 13-я армия (штаб), 58 УР (Себежский), 61 УР (Полоцкий), 63 УР (Минско-Слуцкий), 64 УР (Замбровский) и 65 УР (Мозырский).

### Юго-Западный фронт
- 5-я армия
  - 15 ск (45 сд, 62 сд)
  - 27 ск (87 сд, 124 сд, 135 сд)
  - 9 мк (20 тд, 35 тд, 131 мд, 32 мцп)
  - 22 мк (19 тд, 41 тд, 215 мд, 23 мцп), 2 УР (Владимир-Волынский)
- 6-я армия
  - 6 ск (41 сд, 97 сд, 159 сд)
  - 37 ск (80 сд, 139 сд, 141 сд)
  - 4 мк (8 тд, 32 тд, 81 мд, 3 мцп)
  - 15 мк (10 тд, 37 тд, 212 мд, 25 мцп)
  - 5 кк (3 кд, 14 кд), 4 УР (Струмиловский), 6 УР (Рава-Русский)
- 12-я армия
  - 13 ск (44 гсд, 58 гсд, 192 гсд)
  - 17 ск (60 гсд, 96 гсд, 164 сд) (до передачи в состав Южного фронта 25.06.41)
  - 16 мк (15 тд, 39 тд, 240 мд, 19 мцп), 10 УР (Каменец-Подольский), 11 УР и 12 УР (Могилев-Подольский)
- 26-я армия
  - 8 ск (99 сд, 173 сд, 72 гсд)
  - 8 мк (12 тд, 34 тд, 7 мд, 2 мцп), 8 УР (Перемышль)

Силы фронта
- 31 ск (193 сд, 195 сд, 200 сд)
- 36 ск (140 сд, 146 сд, 228 сд)
- 49 ск (190 сд, 197 сд, 199 сд)
- 55 ск (130 сд, 169 сд, 189 сд)
- 1 вдк (1 вдбр, 204 вдбр, 211 вдбр)
- 19 мк (40 тд, 43 тд, 213 мд, 21 мцп)
- 24 мк (45 тд, 49 тд, 216 мд, 17 мцп), 1 УР (Киевский), 3 УР (Летичевский), 5 УР (Коростенский), 7 УР (Новоград-Волынский), 13 УР (Шепетовский), 15 УР (Остропольский), 17 УР (Изяславский).

### Южный фронт
- 9-я (до создания Южного фронта отдельная) армия
  - 14 ск (25 сд, 51 сд)
  - 35 ск (95 сд, 176 сд)
  - 48 ск (30 гсд, 74 сд)
  - 150 сд
  - 2 мк (11 тд, 16 тд, 15 мд, 6 мцп)
  - 18 мк (44 тд, 47 тд, 218 мд, 26 мцп)
  - 2 кк (5 кд, 9 кд), 80 УР (Рыбницкий), 81 УР (Дунайский), 82 УР (Тираспольский), 84 УР (Верхне-Прутский) и 86 УР (Нижне-Прутский).

- 18-я армия
  - 17 ск (из состава Юго-Западного фронта 25.06.41 — 22.08.41)
  - 164 сд (22.06.1941 — 25.08.1941)
  - 189 сд (07.07.1941 — 13.07.1941)
  - 169 сд (07.08.1941 — 22.08.1941)
  - 10 УР — Каменец-Подольский (25.06.41 — 30.08.41)
  - 12 УР — Могилев-Подольский — Ямпольский (25.06.41 — 31.08.141)
  - 47 Опсвязи 18-й армии Туапсинского оборонительного района (47 опс ТОР) (25.06.1941 — 27.01.1943)
  - 96 гсд (25.06.1941 — 09.09.1941)
  - 182 армейский запасный стрелковый полк (182 азсп) (25.06.1941 — 21.08.1943)
  - 55 ск (29.06.1941 — 25.08.1941)

Силы фронта
- 7-й стрелковый корпус
- 9-й особый стрелковый корпус
- остальные соединения и части, находящиеся в полосе фронта.
- 48-й стрелковый корпус (22.08.1941 — 01.09.1941)[2]

## В составе
- Вооружённых Сил СССР